# 李明蔚
李明蔚（Sarena Li，1989年7月5日—2021年5月4日 ）是香港女歌手，曾经是组合小龙凤的成员。2012年，李明蔚确诊腺样囊性癌 ，之后李明蔚进行了4次电疗與三十幾次化疗，声带與鼻腔都受到影响，但是她沒有放弃歌唱事业，在醫治的同时亦继续唱歌，還在2017年9月13日发布了她的第一首歌《交换爱情》。 2016年，李明蔚病情恶化，肿瘤再次扩大，癌细胞扩散至肺，开刀之后又因为神经发炎導致面瘫，右耳只剩3成听力 ，后來喉咙又开刀，使其無法唱歌 。
2021年5月4日下午5点10分，李明蔚病逝，终年31岁；死訊由一直協助其對抗癌症的藝人馬浚偉代其家人公佈。

## 外部連結
- 李明蔚的Facebook專頁
- 李明蔚的Instagram帳戶